# Ken Weston
Ken Weston (Londres, 30 de maio de 1947 — Londres, 13 de abril de 2001) é um sonoplasta britânico. Venceu o Oscar de melhor mixagem de som na edição de 2001 por Gladiator, ao lado de Bob Beemer e Scott Millan.